# Robrecht Willaert
Robrecht Willaert (Esen, 29 januari 1840 - Lumbres, Frankrijk, 1916), de dichter die den Leeuwerk zong, was een Belgisch rooms-katholiek priester en een oud-leerling en vriend van Guido Gezelle.

## Levensloop
Willaert, bijgenaamd Bertje, was een begaafde student, vaak de eerste van zijn klas, die in 1858-1859 in het Klein Seminarie van Roeselare tot de tweede poësisklas behoorde die Guido Gezelle als leraar had. Hij had hem trouwens al het jaar voordien in de derde Latijnse als leraar 'Vlaams' gehad.
Zoals veel van zijn klasgenoten bracht de bewondering voor de dichtkunst van zijn leraar mee dat hij zelf inspanningen deed om zich als dichter te ontwikkelen. Hij dichtte een verdienstelijk maar wat moeizaam gedicht gewijd aan de leeuwerik en stuurde het naar Gezelle. Die bedankte hem met een antwoord waarbij de Meester op zijn manier de leeuwerik bezong. Het gedicht Aan de leeuwerke in de lucht droeg hij aan Willaert op en nam hij op in zijn eerste dichtbundel Vlaamsche dichtoefeningen. Een paar jaar later wijdde Gezelle opnieuw een gedicht aan zijn lievelingsvogel, en weer was het aan Willaert opgedragen, die hij zelfs bij de aanvang van het gedicht aansprak:
Gij Dichter die "De Leeuwerk" zongt,
die brandende van verlangen,
met hem tot in de wolken drongt
en schouwende daar bleeft hangen,
Ditmaal publiceerde Gezelle het gedicht in zijn dichtbundel Gedichten, gezangen en gebeden, waar ook gedichten in voorkwamen opgedragen aan Eugeen Van Oye, Edmond Houtave, Hugo Verriest, Karel de Gheldere, Victor Van Coillie, Polydoor Demonie, Gustaaf Verriest, Edmond Van Hee, Hendrik Karel Van Doorne en Pieter Busschaert: praktisch de hele groep van leerlingen die trouwe vrienden werden.
Willaert werd priester en leraar, vanaf 1865 aan het bisschoppelijk college in Veurne. Vanaf 1888 tot in 1893 was hij geestelijk directeur van de Zusters van Maria in Izegem. Na de eeuwwisseling woonde hij als rustend priester in Ieper. In 1914 moest hij de stad ontvluchten. Hij verviel in armoede en overleed in Frankrijk.
Zolang Gezelle in Kortrijk woonde, had hij regelmatig contact met zijn oud-leerling. Hij kwam vaak in Izegem en liet niet na om hem bij die gelegenheid te bezoeken. Willaert kwam ook regelmatig bij Gezelle op bezoek in Kortrijk, omdat hij de 'Heer ende Meester' voor biechtvader had gekozen.
Na de schooltijd heeft Willaert wijselijk besloten dat zijn literaire mogelijkheden toch niet vergelijkbaar waren met die van zijn meester. Cesar Gezelle schreef: hij dichtte vlot en middelmatig in den Gezelle-trant. Hij heeft dan ook de weg van de poëzie maar bescheiden bewandeld en van hem is geen noemenswaardig werk bekend.